# Burg Hochmilchling
Die Burg Hochmilchling, auch Veste Burgmilchling und Schloss Hochmilchling genannt, ist eine abgegangene mittelalterliche Wasserburg in Wilhermsdorf im Landkreis Fürth in Bayern.

## Geschichte

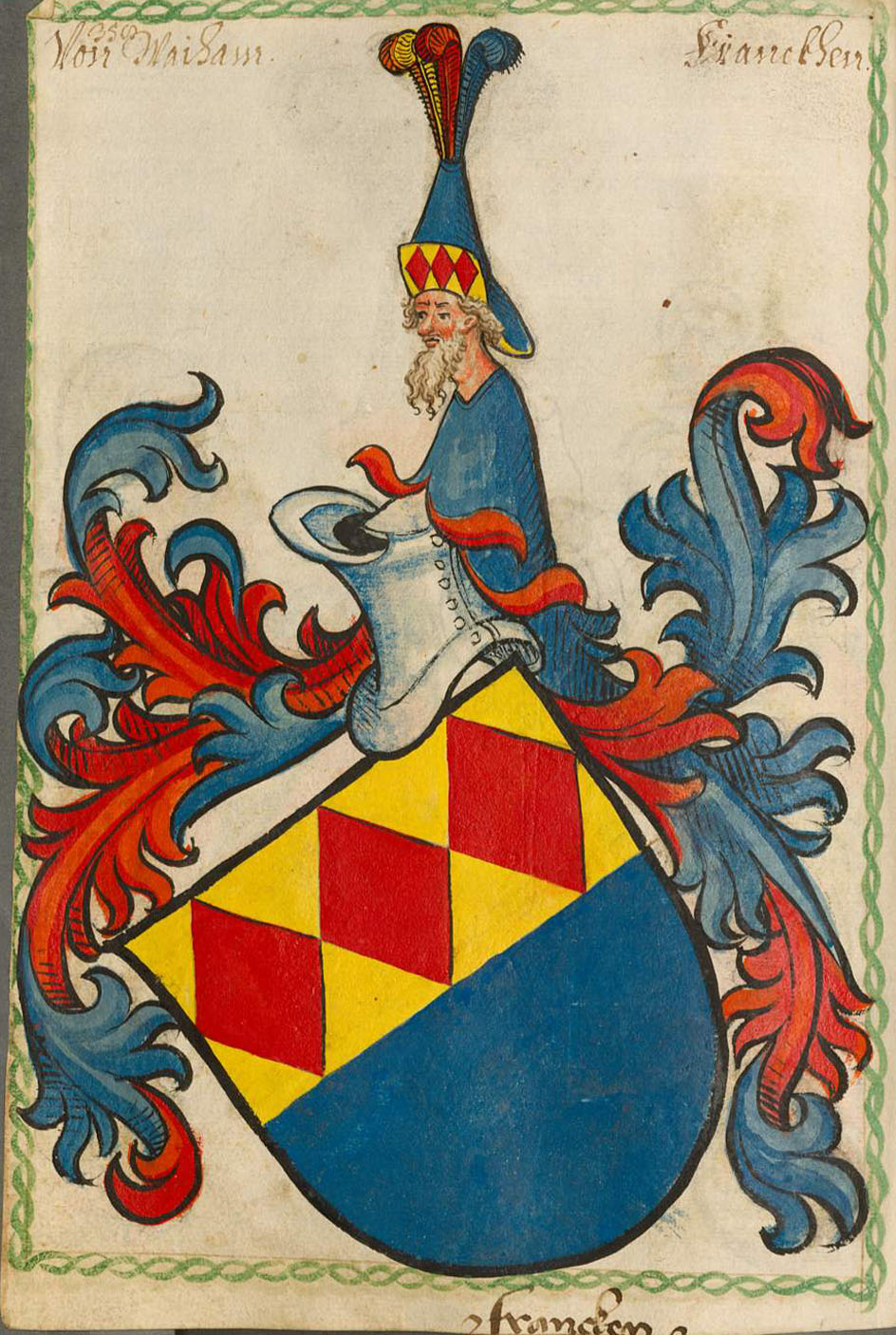
Wappen der Wilhelmsdorf

1096 wurde mit Wilhermsdorf (damals noch Wilhelmsdorf) eine Veste des streitbaren Rittergeschlechts der Edlen von Wilhelmsdorf urkundlich erwähnt. 1566 verkaufte Wolff von Wilhelmsdorf die Rittergüter Wilhelmsdorf und Neidhardswinden an die aus Hessen stammenden Brüder Schutzbar genannt Milchling. Der 1536 geborene Heinrich Hermann von Burgmilchling, Alleineigentümer von Wilhermsdorf, baute die abgebrannte Veste Wilhelmsdorf als stattliche Wasserburg, genannt Burgmilchling, neu auf. Nachdem Heinrich Hermann von Burgmilchling „der Ältere“ 1592 verstorben war, übernahm 1593 sein Sohn Heinrich Hermann Freiherr zu Burgmilchling „der Jüngere“ (* 1575, † 1655) die Herrschaft von Wilhermsdorf, einem nach Überlieferung gütigen Burgherr und ein Freund der Wissenschaften, dem 1597 Kaiser Rudolf II. das Privileg, eigene Taler zu prägen verlieh. 1632 übernachtete Gustav Adolf von Schweden auf Burgmilchling.
Nach dem Tode des Freiherrn von Burgmilchling, der keine Nachkommen hinterließ, wechselte Wilhermsdorf mehrmals seine adeligen Besitzer. 1667 erwarb Graf Wolfgang Julius von Hohenlohe-Neuenstein, der bereits in jungen Jahren im Kriegsdienst 1664 im Krieg gegen die Türken bei Wien als Generalfeldmarschall hohe Auszeichnungen erhalten hatte, die Herrschaft von Wilhermsdorf und Neidhardswinden und ließ 1672 bis 1693 die Veste Burgmilchling abbrechen und ein neues Residenzschloss aus Bruchsteinen mit Nebengebäuden und herrlichen Schlossgarten errichten, worauf die heutigen Straßen- und Platzbezeichnungen „Schlosshof“ und „Schlossgarten“ erinnern. Nachdem das in staatlichen Besitz gekommene Residenzschloss in Privatbesitz versteigert war, wurde es 1878–79 vernachlässigt abgebrochen.